# Eindtijd
De eindtijd, het einde der tijden, de laatste dagen of eschaton is een voorstelling van de laatste tijdsperiode, het einde van alle menselijke geschiedenis. Bewegingen waarin de eindtijd een belangrijke rol in hun theologie heeft, worden eindtijdbeweging genoemd. De leer over de eindtijd heet eschatologie. 

## Abrahamitische religies
De abrahamitische religies beschouwen de passages in hun heilige boek, dus de Hebreeuwse Bijbel, christelijke Bijbel en de Koran over een eindtijd niet als een toekomstvoorspelling of hebben over de eindtijd geen concrete verwachtingen voor de nabije toekomst. Velen gaan van preterisme uit, de opvatting dat dit soort profetieën reeds vervuld zijn. Andere geloofsgemeenschappen kennen eindtijdscenario's die bestaan uit thema's rondom de apocalyps en verlossing. De verschillende eschatologieën in deze laatste groep worden gekenmerkt door de volgende aspecten, waarvan er altijd minimaal één aanwezig is: messianisme, chiliasme en apocalyptiek.
De eindtijd verwijst in het jodendom vaak naar de laatste periode in de wereldgeschiedenis, waarin de messias verschijnt en de Joodse diaspora wordt bijeengebracht. De eindtijd duidt in het christendom de periode aan die aan de wederkomst van Jezus voorafgaat. In de islam wordt de Oordeelsdag voorafgegaan door de verschijning van de mahdi, een verlosser die met de hulp van Isa, dat is Jezus, de dajjal, een valse verlosser, vervolgens zal overwinnen.

### Jodendom
In het jodendom is de verwachting van herstel na een eindtijd al ingebed vanaf de verhalen in de Hebreeuwse Bijbel over de aartsvaders, de uittocht uit Egypte en de tocht naar en inname van het Beloofde Land. De veroveringen van het Beloofde Land, met name door het Assyrische Rijk en Babylonië, werden toegeschreven aan de ongehoorzaamheid van het Joodse volk, dat zich niet aan de Wet van Mozes hield. God verbande hen uit het Land van Israël, wat leidde tot de Joodse diaspora. Met de komst van de messias in de eindtijd zal dit worden hersteld.
De belangrijkste bronnen voor de daarmee samenhangende eschatologie zijn de boeken Jesaja, Jeremia en Ezechiël, maar in zowel de kleine als de grote profeten komen uitgebreide passages voor over de eindtijd. In rabbijnse literatuur bespraken en verklaarden rabbijnen de profetieën die in de Hebreeuwse Bijbel werden gevonden, in relatie tot de mondelinge wet en rabbijnse tradities over hun betekenis.

#### Belangrijkste kenmerken
De belangrijkste kenmerken van de joodse eschatologie zijn, in willekeurige volgorde:
- God zal het Joodse volk doen terugkeren naar het Land van Israël,
- God zal het huis van David en de Joodse tempel in Jeruzalem herstellen,
- God zal een heerser uit het Huis van David aanstellen, de joodse Messias, die het joodse volk zal leiden en de wereld zal binnenleiden in een tijd van rechtvaardigheid en vrede en
- Volken zullen erkennen dat de God van Israël de enige ware God is.

Sommigen geloven ook dat de geschiedenis zichzelf zal voltooien en de eindbestemming zal worden bereikt als de volledige mensheid terugkeert naar de Hof van Eden.

### Christendom

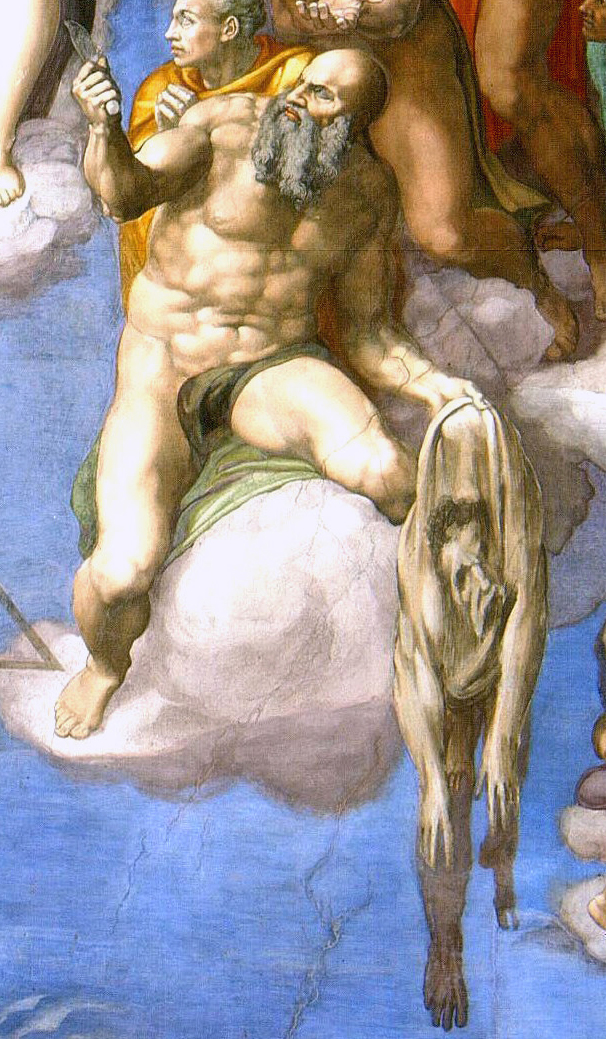
Het Laatste Oordeel (detail) van Michelangelo in de Sixtijnse Kapel in Rome

De opstanding en de vergeving van de zonden zijn de kern van het christendom. De eindtijd gaat volgens het Nieuwe Testament aan de dag des oordeels en de wederkomst van Jezus vooraf. Er zijn door de eeuwen heen vooral in het christendom verschillende voorspellingen over het einde van de wereld gedaan.

#### Vroeg christendom
Sommige eerste-eeuwse christenen geloofden dat Jezus tijdens hun leven zou wederkomen. Toen Paulus' bekeerlingen in Thessaloniki werden vervolgd door de Romeinen geloofden zij dat de eindtijd nabij was, 2 Tessalonicenzen 2. Vanaf de vorming van het christendom zijn zij die de Bijbel letterlijk nemen verdeeld in degenen die menen dat het voorspellen van de datum van de wederkomst van Jezus zinloos is en degenen die geloven dat Jezus tekenen heeft gegeven om de eindtijd aan te herkennen. Het exacte tijdstip van de wederkomst is volgens hen niet bekend, want hij komt als een dief in de nacht, 1 Tessalonicenzen 5:2, en Jezus had zelf al gezegd:
Niemand weet wanneer die dag en dat moment zullen aanbreken, ook de hemelse engelen en de Zoon niet, alleen de Vader weet het. Matteüs 24:36
Kerkvader Ireneüs, omstreeks 140-202, zag het einde van de wereld nabij, maar de invloedrijkere kerkvader Augustinus 354-430 dacht juist a-millennialistisch.

#### Traditionele interpretatie
De wederkomst van Jezus Christus staat in de traditionele voorstelling van de eindtijd binnen de christelijke traditie centraal, die de wet en de profetieën vervult. Ieder mens kan volgens traditioneel-christelijke opvatting door het leven, dood en opstanding van Jezus met God worden verzoend wanneer hij het doopsel ontvangt. Christus belooft in de christelijke traditie aan de gelovige mens het eeuwig leven en het Koninkrijk van God.
De eindtijd staat voor een periode die wordt gekenmerkt door geloofsafval, rampen, oorlogen en pandemieën. Aan het uiterste einde van die eindtijd valt het optreden van de antichrist, die volgens een gecombineerde interpretatie van onder meer het boek Openbaring, 1 Timoteüs 4:1, 1 Johannes 2:18,22 en 2 Johannes 1:7 nu al in de wereld is en die loochent dat Jezus de Messias is.
De antichrist zou 'orde' komen brengen en een korte periode van wereldvrede zal het resultaat zijn, waarna hij echter - geïnspireerd door satan - vervalt in het vervolgen van de christenen, terwijl ook strijd zal uitbreken tussen de volkeren, culminerend in de laatste grote strijd op de vlakte van Armageddon. De eindtijd zou dan worden afgesloten met de Wederkomst van Jezus. In tegenstelling tot de interpretatie van de vroege Kerk dat met Jezus' terugkeer eerst een Duizendjarig vrederijk wordt gesticht waarna de dag des oordeels plaatsvindt, is in de latere katholieke en oosters-orthodoxe theologie dit vrederijk opgevat als een afspiegeling van de voorafgaande tijdperken waarin de Kerk van Christus triomfeert op aarde. Soms wordt in dit kader de tijdspanne van de middeleeuwen genoemd, soms ook het christelijke gedeelte van het oude Romeinse Rijk. In deze lezing vindt het laatste oordeel plaats vlak nadat Jezus is teruggekeerd op aarde. Zij die in het laatste oordeel niet worden veroordeeld, beërven een nieuwe hemel en een nieuwe aarde waar het kwaad en ziekte en dood niet meer bestaan. God zal in hun midden wonen. Zij die wel worden veroordeeld zullen voor altijd van God gescheiden blijven.

#### Moderne christelijke theologen en het einde der tijden
Moderne theologen wijzen op de grote verschillen in historische context waarin Bijbelse teksten over de zogeheten eindtijd zijn ontstaan. Ze interpreteren deze teksten niet als een 'draaiboek' voor het einde van de wereld, maar als tegendraadse, ondergrondse geschriften. Zulke teksten zijn van alle tijden en duiken op tijdens grote beroeringen, onzekerheden, dreigingen en verdrukking van mensen. Moderne theologen interpreteren zulke teksten uit het verleden als een bemoediging, dat ook lastige tijden vandaag van voorbijgaande aard zijn. We kunnen ze daarom ook lezen als een aanmoediging tot volharding. Het gaat deze theologen dus niet over geopenbaarde kennis over 'het einde van de wereld', maar om historische teksten die hoop en vertrouwen wekken ook in andere uitzichtloos lijkende situaties. Deze teksten over het einde der tijden staan onder andere in Daniël 11:35-40 en Ezechiël 38-48, de tijd dus van de Babylonische ballingschap, en eeuwen later ook in Marcus 13 en Openbaring. Zulke teksten vormen volgens deze theologen geen orakel voor onze tijd, maar verbeelden in essentie de joodse, messiaanse traditie: een uitzien naar verlossing die telkens weer opduikt, zo ook in de vroege christelijke geloofstraditie. De katholieke theoloog Edward Schillebeeckx heeft aanbevolen teksten over de eindtijd weliswaar te blijven lezen als uitdrukkingen van zulk messiaans verlangen naar de eindigheid van alle verdrukking - en dus niet alleen als merkwaardige archiefstukken uit ver vervlogen tijden - maar hij waarschuwde tegelijkertijd ze niet letterlijk te nemen, omdat ze anders vervormd dreigen te worden tot sombere, gewelddadige orakels om daarmee antwoorden te forceren op eigen onzekerheden.

### Islam
De islam kent kleine en grote voortekens van de eindtijd die voor een deel in de Koran en voor een deel in de Hadith worden beschreven. De voortekens kunnen ook symbolisch worden opgevat en hoeven niet altijd historisch te zijn.
De mahdi is een verlosser of bevrijder van wie in sommige islamitische stromingen verwacht wordt dat hij volgens profetieën aan het einde van de tijden komt. De komst van de mahdi, samen met Isa (Jezus), is een van de grote gebeurtenissen die voor de qiyamah (dag des oordeels) zal plaatsvinden.

#### Voortekens volgens de Hadith
Als eerste kleine voortekens geven enkele teksten van de Hadith aan dat de religieuze kennis verdwijnt en onwetendheid (bijgeloof) zal heersen. Het drinken van alcohol wordt normaal gevonden, zina wordt openlijk bedreven, toevertrouwde goederen worden verduisterd, minder goede daden worden gedaan, hebzucht heerst, steeds meer moorden worden gepleegd en de ene mens benijdt de andere zijn dood.
Een overlevering van Hudaifa al Rifari geeft aan dat Mohammed tien dingen als teken heeft gezegd, voordat het Uur aanbreekt, ongeacht in welke volgorde:
- de vervuiling van de lucht
- het optreden van de dajjal
- het opduiken van het beest
- zonsopkomst in het westen
- wederkomst van Jezus
- verwoesting van de aarde door Gog en Magog
- drie opeenvolgende verduisteringen, eerst in het westen
- een verduistering in het oosten
- een verduistering op het Arabisch Schiereiland
- een vuur in Jemen, waarbij de mensen in zee vluchten om niet te verbranden

Daarnaast zal er een veldslag aanbreken tussen de moslims en de joden waarbij de moslims de joden zullen bevechten totdat de joden zich achter bomen en stenen zullen verschuilen. Vervolgens zullen de bomen en stenen de joden verraden. Alleen de gharqad boom zal dit niet doen.

#### Apocalyptisch extremisme
Ook binnen de islam komen er van tijd tot tijd stromingen boven die menen dat de gelovigen zelf het einde der tijden actief in werking kunnen zetten. In november 1979 drongen gewapende terroristen de heiligste plek van de islam binnen, de Grote Moskee in Mekka, in de overtuiging dat hun leider de mahdi was. De bezetting eindigde in een bloedbad toen de moskee bestormd werd. Meer dan 300 mensen, gijzelaars en terroristen, vonden de dood, onder wie de leider van de beweging.

#### Verwantschap met christenzionistische apocalyptiek
Theo Salemink en Marcel Poorthuis behandelen in hun boek Van harem tot fitna onder andere de mimesis in de apocalyptiek van Said Ayyub, die na de vrede tussen Egypte en Israël in 1986 zijn eerste boek schreef: Al-Masīh al-Dayyāl, De valse Messias. De auteurs wijzen op de verwantschap tussen de apocalyptiek van christenzionistische herkomst en die van Ayyub. Volgens deze populaire moslim-chiliast zal de Eindstrijd in de vorm van de door de Israëli begonnen Derde Wereldoorlog een overwinning van de islam op wereldschaal te zien geven. In de apostel Paulus ziet hij de eerste gestalte van de Anti-Christ. Poorthuis en Salemink wijzen erop dat de nieuwe generatie moslim-chiliasten net als hun christelijke collega’s doorgaans selfmade theologen zijn. Academisch opgeleide theologen die banden hebben met de Al-Azhar-universiteit in Caïro weerleggen overigens deze wildgroeiende theorieën aan de hand van wat de traditionele islamitische bronnen over de Messias en de Mahdi zeggen. Maar de auteurs merken daarbij op dat dit tegenwicht niet altijd lijkt te helpen.

## Dharmische religies
Veel dharmische religies zien de teksten in hun heilige geschriften over de eindtijd als een onvermijdelijke gebeurtenis, niet als een voorspelling voor de nabije toekomst. Dharmische religies beschrijven ook een eindtijd. Het is echter geen definitieve eindtijd, maar een tijd waarin onze huidige wereld zal eindigen en daarna zal worden herboren.

### Hindoeïsme
De komst van Kalki markeert het begin van de hindoeïstische eindtijd, die ook het einde van de Kali Yuga markeert. In het hindoeïsme wordt ook Kalki benoemd, de laatste incarnatie van Vishnu die een einde zal maken aan alle onrechtvaardigheid in de wereld en ook voorspeld wordt een einde te maken aan het huidige tijdperk. In het hindoeïsme gelooft men in het uiteindelijke einde van de wereld waarbij de huidige staat van de wereld en het universum uiteindelijk zullen eindigen, waarna het herboren zal worden in een oneindige cyclus. Shiva die het vernietigende aspect van god representeert neemt deze taak op zich en zorgt voor de overgang of transformatie van het huidige universum naar het nieuwe.

### Boeddhisme
In het boeddhisme wordt ook een eindtijd genoemd, die begint met de komst van Maitreya en de vernieling van de wereld door de zeven zonnen.

## Zoroastrisme
In een heilige zoroastrische tekst, de Avesta, verschijnt aan "het einde der tijden" een messias die het kwade overwint. Hij zal een zalf van stierenvet en hamoa maken en daarmee onsterfelijkheid bewerken. Op de altaren van Mithras in het aan hem gewijde Taurobolium wordt deze zonnegod afgebeeld terwijl hij zich met stierenbloed wast.

## Bahá'í-geloof
In de jongste wereldreligie, het bahá’í-geloof (1844 tot heden), wordt Bahá’u’lláh gezien als de nieuwste boodschapper van God, met een openbaring die bedoeld is voor een globaliserende wereld. Bahá’u’lláh is tevens de beloofde vredesvorst, die het begin zal inluiden van een nieuw tijdperk van wereldvrede. In de overgangsfase zal de oude wereld desintegreren, wat als een eindtijd ervaren kan worden voor velen. Tegelijk zullen de contouren van een nieuwe wereld zichtbaar worden, een wereld met veel hogere, universele waarden, zoals compassie, dienstbaarheid, solidariteit, eerlijkheid en rechtvaardigheid. In het begin zal er sprake zijn van een Kleine Vrede, die zich kenmerkt door politieke afspraken tussen de landen, waardoor er formeel geen oorlogen meer worden toegestaan. Later zal er een Grote Vrede zijn, die meer kenmerken heeft van een door alle landen gewenste wereldvrede. Dit tijdperk zal een bloei laten zien van menselijke samenwerking en vriendschap, die minstens duizend jaar zal duren. Veel van de huidige problemen zullen verdwijnen in de wereld. Religies zullen eensgezind zijn, mannen en vrouwen zullen gelijkwaardig zijn, wetenschap en religie zullen elkaar niet langer meer tegenspreken, en de mensenrechten zullen universeel gerespecteerd worden. Ook zullen er nog andere, duidelijke tekenen zijn van een hoge en verenigde beschaving.

## Nieuwe religieuze bewegingen
Binnen het denken in de New Age zijn er gelijkenissen met het christendom voor wat betreft natuurrampen, doch deze worden geïnterpreteerd als een onderdeel van een zuiveringsproces, waarbij het leven zichzelf ontdoet van elementen die het leven niet op lange termijn dienen. Verder verschijnen er volgens New Age denkers veel meer 'nieuwetijdskinderen' die de mensheid vooruit zouden helpen in het in onvoorwaardelijke liefde staan ten opzichte van zichzelf en het leven in de breedste zin van het woord.
Volgens de interpretatie van sommige nieuwe religieuze bewegingen en New Age bewegingen is deze eindtijd het einde van het oude denken, waar de polarisatie tussen goed en kwaad en tussen beter en slechter een belangrijke plaats in inneemt. Niet-dualistische Aziatische godsdiensten zijn daarvoor een voorbeeld. Aansluitend op begrippen ontleend aan de antroposofie betekent de terugkeer van Christus hier het indalen van de Christusenergie in het hart van de mensen, waarbij elk mens zich de onvoorwaardelijke liefde van God terug gaat eigen maken. Het laatste oordeel volgens deze individualistische interpretatie is de dag dat eenieder zijn eigen 'laatste oordeel' over een ander heeft uitgesproken en aldus Christus weer in haar of zijn hart toelaat.